# Svanatjärnen (Lycksele socken, Lappland, 716130-165304)
Svanatjärnen är en sjö i Lycksele kommun i Lappland och ingår i Umeälvens huvudavrinningsområde. Sjön har en area på 0,369 kvadratkilometer och ligger 224,1 meter över havet.

## Delavrinningsområde
Svanatjärnen ingår i det delavrinningsområde (716065-165228) som SMHI kallar för Utloppet av Innersjön. Medelhöjden är 243 meter över havet och ytan är 18,09 kvadratkilometer. Räknas de 3 avrinningsområdena uppströms in blir den ackumulerade arean 48,57 kvadratkilometer. Ekorrbäcken som avvattnar avrinningsområdet har biflödesordning 3, vilket innebär att vattnet flödar genom totalt 3 vattendrag innan det når havet efter 139 kilometer. Avrinningsområdet består mestadels av skog (86 procent). Avrinningsområdet har 2,04 kvadratkilometer vattenytor vilket ger det en sjöprocent på 11,3 procent.